# Jørgen Leschly Sørensen
Jørgen Leschly Sørensen (født 24. september 1922 i Lumby ved Odense, død 21. februar 1999 i Odense) var en dansk fodboldspiller.
Leschly Sørensen var med på det fodboldlandshold, som vandt bronze ved de olympiske lege i London i 1948 og i flere årtier derefter var kendt som "bronzeholdet". Som flere andre fra dette hold blev Leschly Sørensen professionel i Italien; 1949-53 i Atalanta BC og 1953-55 i AC Milan.
Jørgen Leschly Sørensen var i sæsonerne 1945/46 og 1948/49 topscorer i den danske 1.division henholdsvis for B.93 og OB, begge gange med 16 mål. Han scorede 8 mål i sine 14 A-landskampe. Han er noteret for 198 kampe og 78 mål i Serie A.
Han blev dansk mester med B.93 i 1946 og italiensk mester med AC Milan i 1955.
Leschly Sørensen blev efter karrieren lærer og senere skoleinspektør i Odense. Han er begravet på Fredens Kirkegård i Odense.